# Sông Jizera
The Jizera (tiếng Đức: Iser; tiếng Ba Lan: Izera) là một con sông bắt đầu ở biên giới giữa Ba Lan và Cộng hòa Séc (ở Silesia) và kết thúc ở Trung tâm Bohemia. Giống như một số tên khác ở Bohemia, tên Jizera có nguồn gốc từ người Celtic, vì người Celtic Boii (do đó có từ tiếng Đức là Bohemia, quê hương của người Boii) sống ở khu vực trước thời La Mã (xem thêm Isar ở Đức và Isère ở Pháp) trước khi bị đồng hóa bởi Marcomanni và sau đó là các dân tộc Đức và Tây Slav. Con sông dài 167,0 km, và diện tích lưu vực của nó là khoảng 2.200 km 2, trong đó 2.145 km 2 ở Cộng hòa Séc.

## Địa lý
Con sông phát triển từ nơi hợp lưu của Great Jizera (Velká Jizera) trong Dãy núi Jizera (Jannerské hory) và Little Jizera (Malá Jizera) trong Dãy núi khổng lồ (Krkonoše), và chảy 164 km vào Labe (Elbe) tại làng Káraný gần Brandýs nad Labem-Stará Boleslav. Trên đường đi, nó cắt ngang sườn núi Ještěd-Kozákov. Trong 15 km đầu tiên, dòng sông tạo thành biên giới giữa Ba Lan và Cộng hòa Séc.

### Các thị trấn dọc theo Jizera
- Benátky nad Jizerou
- Mnichovo Hradiště
- Mladá Boleslav
- Semily
- Stará Boleslav
- Turnov
- Broelezný Brod

## Tài nguyên nước
Sông Jizera cũng là một trong hai nguồn nước uống lớn nhất cho thành phố Prague và các làng và thị trấn lân cận khác (thứ hai là Želivka). Từ Benátky nad Jizerou đến dòng chảy của nó, nó được bao quanh bởi hệ thống xâm nhập bờ, và ở quận Sojovice, nước được bơm để xâm nhập nhân tạo.

## Hình ảnh

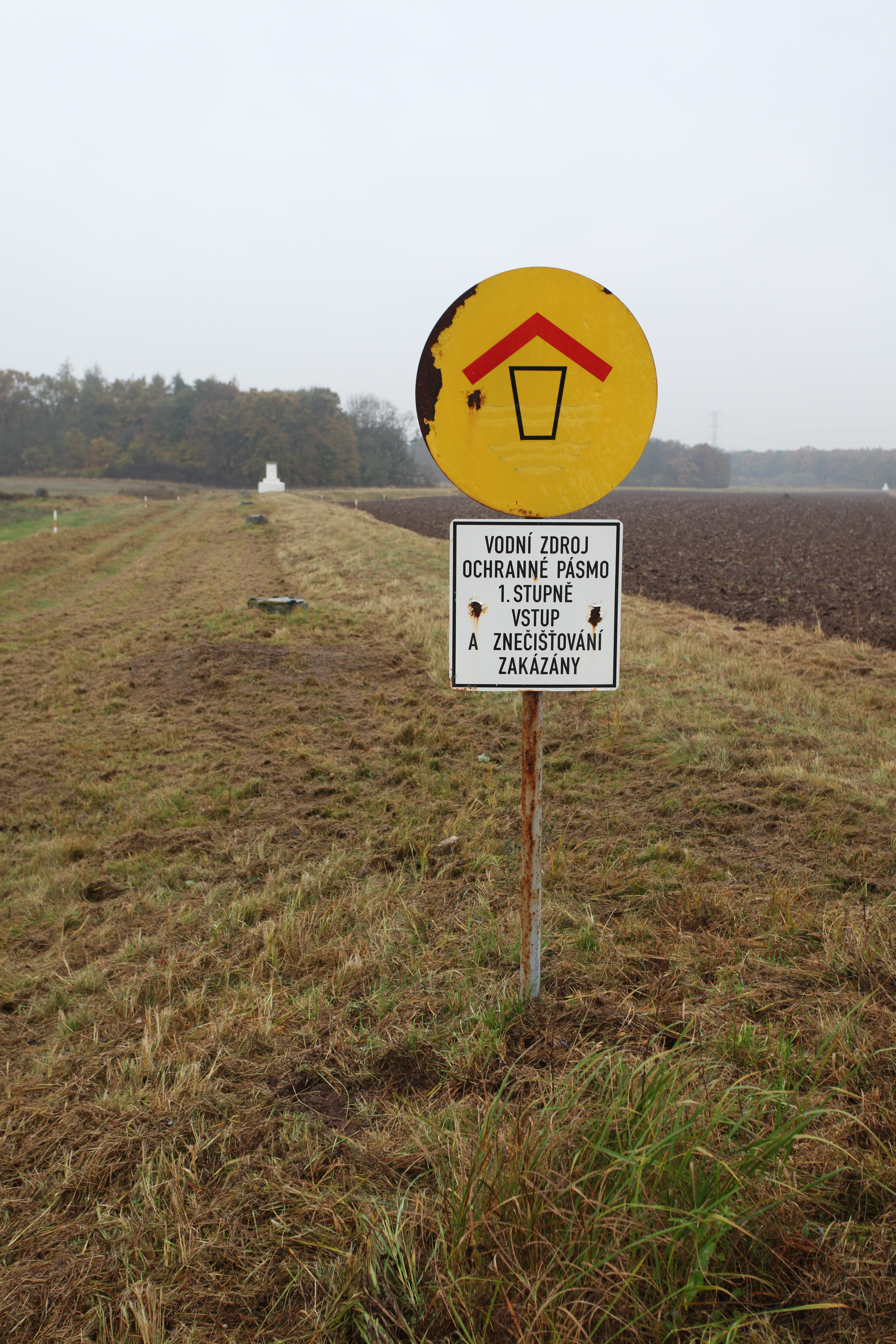
Xâm nhập bờ hoặc xâm nhập tự nhiên trong quá trình lọc nước ở quận Sojovice.
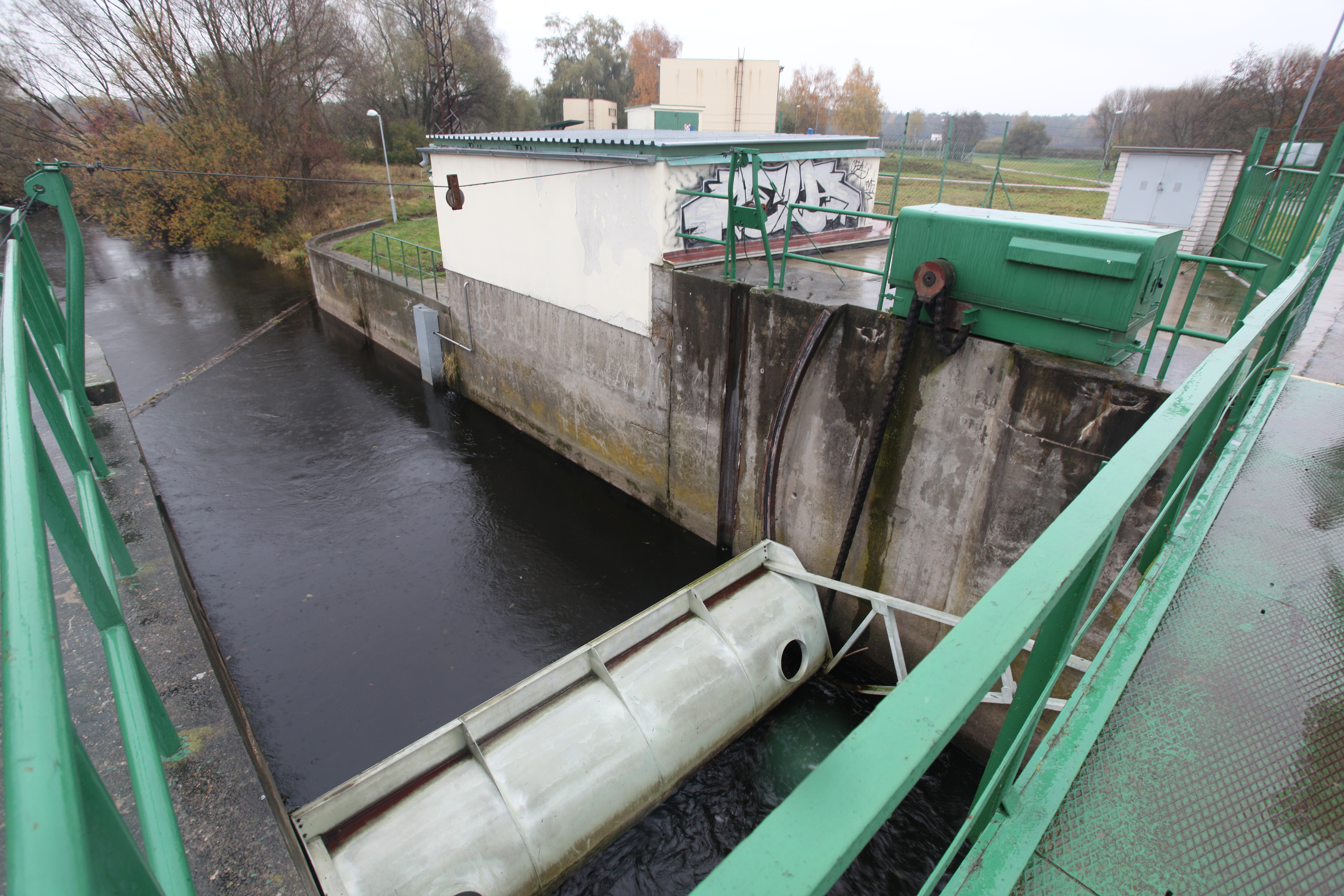
Bơm nước cho thấm nhân tạo ở quận Sojovice.